# Into the Wild (альбом)
Into the Wild (с англ. — «В дикой природе») — 22-й студийный альбом британской рок-группы Uriah Heep. Впервые он был выпущен в Японии 12 апреля 2011 года компанией Universal Music Japan с 12 треками на SHM-CD и в Европе компанией Frontiers Records 15 апреля 2011 года с 11 треками на обычном компакт-диске; альбом был выпущен 3 мая 2011 года в Америке. В поддержку этого альбома был выпущен видеоклип на сингл «Nail on the Head». В апреле 2011 года Into the Wild попал в немецкий чарт Media Control Charts и поднялся в нём до 32-го места. По данным Blabbermouth, это лучший результат для группы в Германии со времён расцвета Uriah Heep. Uriah Heep гастролировали в поддержку альбома, а тур по США начался в июне. Однако ведущему вокалисту Берни Шо пришлось отказаться от некоторых последних туров из-за проблем со здоровьем, и поэтому его место на короткое время занял бывший вокалист группы Джон Лоутон. Into the Wild — последний альбом Uriah Heep с участием басиста Тревора Болдера, который скончался от рака в 2013 году.

## Критика
Отзывы об альбоме были в основном положительными, хотя многие рецензенты указывали на его откровенно регрессивную привлекательность. «Это похоже на то, что Мик Бокс и его парни провели последние тридцать лет, слушая только свой собственный каталог и альбомы Deep Purple периода Гиллана», — писал Брайан Фишер-Гиффин из австралийского электронного журнала Loud Online, добавляя: «Однако в целом это действительно неплохой альбом, который не соответствует никаким современным тенденциям, и полностью тот тип альбома, который вы ожидаете от группы, которая работает дольше, чем ваш отец, вероятно, был жив». «Heep никогда не восстановят исторического влияния, которое они оказали в начале семидесятых, но этот альбом слишком хорош, чтобы просто похлопать ветеранов по плечу и утешить / опозорить их словами: „Хорошая работа, джентльмены… для вашего возраста“», — утверждал рецензент голландского онлайн издания Lords of Metal. Он отметил, что «позитивная энергия их живых выступлений превосходно передана на этом новом диске». Согласно обзору Hard Rock Haven, «вечно недооценённый Мик Бокс выдаёт здесь первоклассные гитарные партии, и с каждым новым альбомом Берни Шо становится всё более определяющим голосом Uriah Heep». По словам Алана Холлоуэя из Rock United Reviews, который оценил альбом на 7 из 10, «несмотря на некоторые недоразумения, это отличный альбом, который не должен пропустить тот, кто в прошлом наслаждался концертами Heep вживую или их записями».

## Список композиций
Слова и музыка всех песен — написаны Миком Боксом и Филом Лансоном, если не указано иное.
| №   | Название            | Автор(ы)      | Длительность |
| --- | ------------------- | ------------- | ------------ |
| 1.  | «Nail on the Head»  |               | 4:15         |
| 2.  | «I Can See You»     |               | 4:13         |
| 3.  | «Into the Wild»     |               | 4:20         |
| 4.  | «Money Talk»        | Фил Лансон    | 4:44         |
| 5.  | «I’m Ready»         |               | 4:14         |
| 6.  | «Trail of Diamonds» |               | 6:28         |
| 7.  | «Southern Star»     | Фил Лансон    | 4:26         |
| 8.  | «Believe»           |               | 5:09         |
| 9.  | «Lost»              | Тревор Болдер | 4:51         |
| 10. | «T-bird Angel»      |               | 4:01         |
| 11. | «Kiss of Freedom»   | Фил Лансон    | 6:13         |

| №   | Название            | Автор(ы)      | Длительность |
| --- | ------------------- | ------------- | ------------ |
| 12. | «Hard Way to Learn» | Тревор Болдер | 5:25         |

## Участники записи
Список составлен по сведениям базы данных Discogs.

| Uriah Heep: - Берни Шо — ведущий вокал (все песни, кроме «Lost») - Мик Бокс — гитара, бэк-вокал - Фил Лансон — клавишные, бэк-вокал - Тревор Болдер — бас-гитара, ведущий вокал (в песне «Lost»), бэк-вокал - Расселл Гилбрук — ударные, бэк-вокал Технический персонал: - Майк Паксман — продюсер - Стив Риспин — звукоинженер | Технический персонал: - Марк 'Тафти' Эванс — инженер микширования в Wispington Studios, Кукхэм, Беркшир, Великобритания - Secondwave — мастеринг - Хейно Лея — инженер нарезки лакового слоя - Иоаннис Василопулос — арт-директор, художник, дизайнер - Ганс В. Рок — фотограф - Джон Прайс — фотограф - Рихард Вагнер — фотограф |

## Позиции в хит-парадах
Еженедельные чарты:
| Хит-парад (2011)                           | Высшая позиция | Пребывание |
| ------------------------------------------ | -------------- | ---------- |
| Австрия (Ö3 Austria)                       | 58             | 1 неделя   |
| Великобритания (Independent Albums Chart)  | 21             | 1 неделя   |
| Великобритания (Rock & Metal Albums Chart) | 11             | 1 неделя   |
| Германия (Offizielle Top 100)              | 32             | 4 недели   |
| Финляндия (Suomen virallinen lista)        | 31             | 1 неделя   |
| Швеция (Sverigetopplistan)                 | 29             | 1 неделя   |
| Швейцария (Schweizer Hitparade)            | 42             | 2 недели   |